# Homocranaus tetracalcar
Homocranaus tetracalcar is een hooiwagen uit de familie Cranaidae.